# Апелляция к вероятности
Апелляция к вероятности (или апелляция к возможности) (лат. possibiliter ergo probabiliter, «возможно, поэтому вероятно») — логическая ошибка, заключающаяся в принятии чего-то как само собой разумеющегося, потому что это, вероятно, будет так или, возможно, будет так. В аргументах индуктивного происхождения, отсутствует принцип дедуктивной обоснованности, поэтому они должны подтверждаться или опровергаться в предпосылках.
Простая возможность не соотносится с вероятностью, а простая вероятность не соотносится с уверенностью, ровно как и любая вероятность того, что что-то произошло или произойдёт, не является достаточной для того, чтобы считать это знанием того, что это случилось или обязательно случится.

## Пример
Неверная попытка, использовать в заключение, предполагаемые заранее варианты:
Если что-то может пойти не так (посылка)
Следовательно, что-то пойдет не так (неверный вывод)
Другой пример:
Если я не возьму с собой зонтик (посылка)
то пойдёт дождь. (неверный вывод)
Закон Мерфи — как правило, преднамеренное, язвительное (шутливое) обращение к заблуждению.